# 曹知白

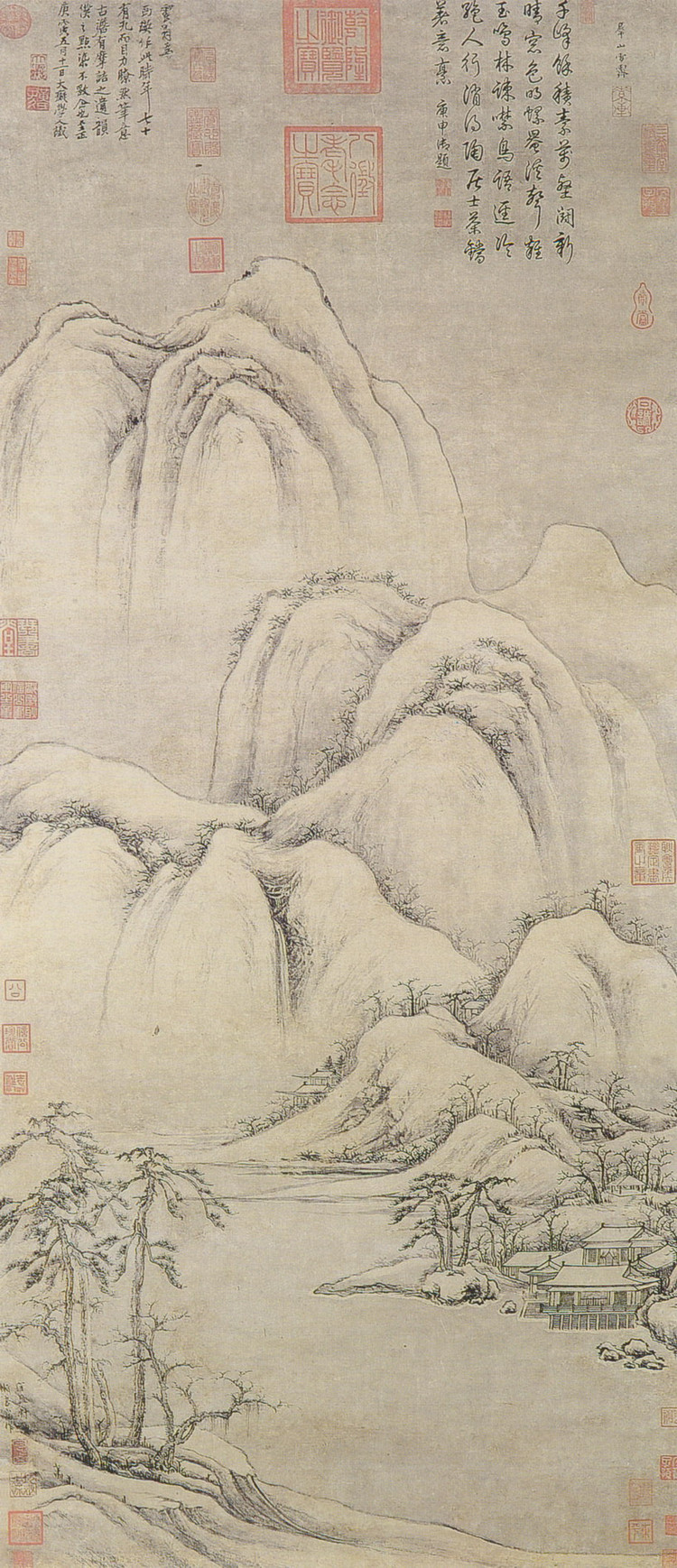
曹知白画作《群峰雪霁》，今收藏于国立故宫博物院

曹知白（1272年—1355年），字又玄、又字贞素，号云西，人称贞素先生，元代画家和藏书家。

## 画家
1272年出生在浙江华亭，今属於上海青浦。

## 作品
《群峰雪霽》軸，藏於台灣台北國立故宮博物院
《貞松白雪軒圖》，藏於台灣台北國立故宮博物院
《疎林亭子》軸，藏於台灣台北國立故宮博物院
《雙松圖》，藏於台灣台北國立故宮博物院
《畫雲泉圖》，藏於台灣台北國立故宮博物院
《松林平遠》軸，藏於台灣台北國立故宮博物院
《東園載酒》軸，藏於台灣台北國立故宮博物院